# Richard Franklin (director)
Richard Franklin (Melbourne, 15 de julio de 1948 - Melbourne, 11 de julio de 2007) fue un director de cine [australiano.

## Biografía
Estudió en el Haileybury College. En los 60, Franklin era el batería de la banda de Melbourne The Pink Finks, donde también participaban Ross Wilson y Ross Hannaford, más tarde de Daddy Cool. La banda lanzó diversos sencillos, ninguno de los cuales tuvo un éxito significativo en las listas. Franklin decidió una carrera por el cine más que por la música. Continuó estudiando cine en la Universidad del Sur de California al lado de otros destacados directores como George Lucas, Robert Zemeckis y John Carpenter. Franklin era un devoto de Alfred Hitchcock (desde que vio psicosis a los 12 años), y su intento de organizar una proyección de La soga (1948) en la USC acabó en una llamada telefónica del mismo Hitchcock. Franklin le invitó a dar una conferencia en la universidad y, posteriormente, se convirtió en un bon amigo del director.

## Carrera
Franklin volvió a Australia a los 70, cuando el cine del país estaba experimentando una resurgir. Dirigió cuatro episodios del drama policíaco Homicide antes de dirigir la comedia sexuial de 1975 The True Story of Eskimo Nell y en 1976 el soft-core Fantasm. El siguiente proyecto de Franklin fue la película de culto horror Patrick (1978), escrita por Everett De Roche, sobre un hombre en coma que usa la telequinesis para crear asesinatos y caos en un hospital. Franklin dio a De Roche la copia del guion de Alfred Hitchcock La venta indiscreta (1954), y De Roche sugirió una película con la trama de "La ventana indiscreta" ambientada en un vehículo en movimiento. El resultado fue Carretera mortal (Roadgames) (1981), dirigida por Franklin. Filmado en Australia, y protagonizado por Stacy Keach y Jamie Lee Curtis (el último de los cuales Franklin conoció mientras visitaba a su antiguo compañero de clase de la USC, John Carpenter, en el set de The Fog), Roadgames fue la película australiana más cara jamás realizada en el momento de su estreno en 1981.
Después de estos éxitos, Franklin se trasladó a Hollywood donde dirigió Psicosis II (Psycho II) (1983), la primera secuela del clásico de Hitchcock de 1960, con Anthony Perkins retomando el papel de Norman Bates. El film fue un éxito financiero y recibió buenas críticas (también dio lugar a otras dos secuelas, en ninguna de las cuales Franklin estuvo involucrado). Franklin dirigió posteriormente en 1984 la películas de espías y aventuras Juego secreto (Cloak & Dagger), protagonizado por Henry Thomas y Dabney Coleman. La película era el remake de La ventana (The Window) (1949), basado en el cuento corto "The Boy Who Cried Murder" de Cornell Woolrich.
Franklin iba a rodar The Lost Boys pero su siguiente film fue Link (1986) una película de horror (protagonizada por Elisabeth Shue y Terence Stamp) sobre un orangután superinteligente y peligroso. El film reunió a Franklin con la guionista Everett De Roche.
Franklin salió desilusionado de Hollywood después de la experiencia de la dirección de acción/thriller de 1991 F/X2 (protagonizado por Bryan Brown y Brian Dennehy). 
Volvió a Australia donde dirigió Hotel Sorrento (1995) y Brilliant Lies (1996). Franklin dijo de estas películasː
<cita>Intenté concienzudamente demostrar que podía hacer lo que cineastas australianos como Peter Weir y Bruce Beresford habían hecho: hacer películas de autor con mucha clase. A Peter Weir le ofrecían material como "Testigo", que me habría encantado dirigir, porque se le consideraba un cineasta de autor. Mientras que, incluso en Hollywood, a mí se me consideraba un cineasta de género, incapaz de conseguir esos elementos especiales que me harían ganar premios Oscar y similares.
El último film de Franklin fue Visitors en 2003.
Richard Franklin murió de cáncer de próstata el 11 de julio de 2007, cuatro días antes de su 59 cumpleaños. El documental Not Quite Hollywood: The Wild, Untold Story of Ozploitation! (2008), el documental por el cual Franklin fue entrevistado, se estrenó tras su muerte y estuvo dedicado a él. Antes de su muerte, Franklin iba a ser entrevistado para "The Psycho Legacy", un documental que analizaba la franquicia de Psicosis; sin embargo, dicha entrevista nunca se filmó. No obstante, Franklin estaba entusiasmado con el proyecto del documental y quería hacer todo lo posible para contribuir a su producción.

## Filmografía
| Año  | Título en España              | Título original               | Director | Productor | Guión |
| ---- | ----------------------------- | ----------------------------- | -------- | --------- | ----- |
| 1975 | The True Story of Eskimo Nell | The True Story of Eskimo Nell | Sí       | Sí        | Sí    |
| 1976 | Fantasm                       | Fantasm                       | Sí       |           |       |
| 1978 | Patrick                       | Patrick                       | Sí       | Sí        |       |
| 1981 | Carretera mortal              | Roadgames                     | Sí       | Sí        | Sí    |
| 1983 | Psicosis II                   | Psycho II                     | Sí       |           |       |
| 1984 | Juego secreto                 | Cloak & Dagger                | Sí       |           |       |
| 1986 | Link                          | Link                          | Sí       | Sí        |       |
| 1991 | FX2: ilusiones mortales       | F/X2                          | Sí       |           |       |
| 1993 | Running Delilah               | Running Delilah               | Sí       |           |       |
| 1995 | Hotel Sorrento                | Hotel Sorrento                | Sí       | Sí        | Sí    |
| 1996 | Brilliant Lies                | Brilliant Lies                | Sí       | Sí        | Sí    |
| 1997 | One Way Ticket                | One Way Ticket                | Sí       |           |       |
| 1999 | The Lost World                | The Lost World                | Sí       |           |       |
| 2003 | Visitors                      | Visitors                      | Sí       | Sí        |       |